# Koreaanse jindohond
De Koreaanse jindohond (Koreaans: 진돗개) is een hondenras afkomstig uit Zuid-Korea, met name van het eiland Jindo in de provincie Jeollanam-do.
De Jindo is een loyale en betrouwbare hond voor zijn gezin. Bovendien is hij zelfverzekerd, intelligent en trots.
Een volwassen reu bereikt een schouderhoogte van 55 centimeter. Een volwassen teef bereikt een hoogte van 50 centimeter. Het gewicht van de reu bedraagt 23 kilogram en van de teef 19 kilogram.

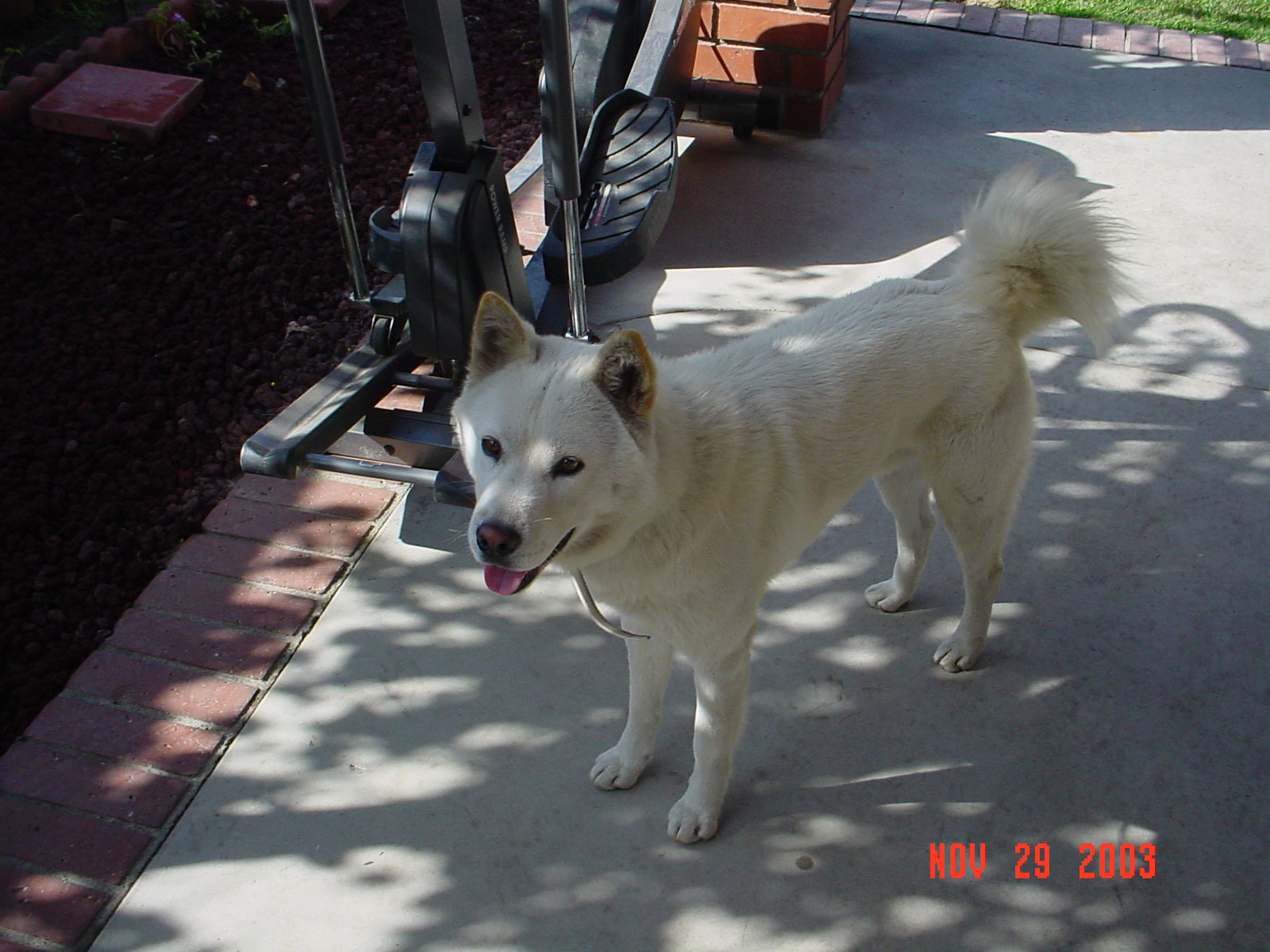

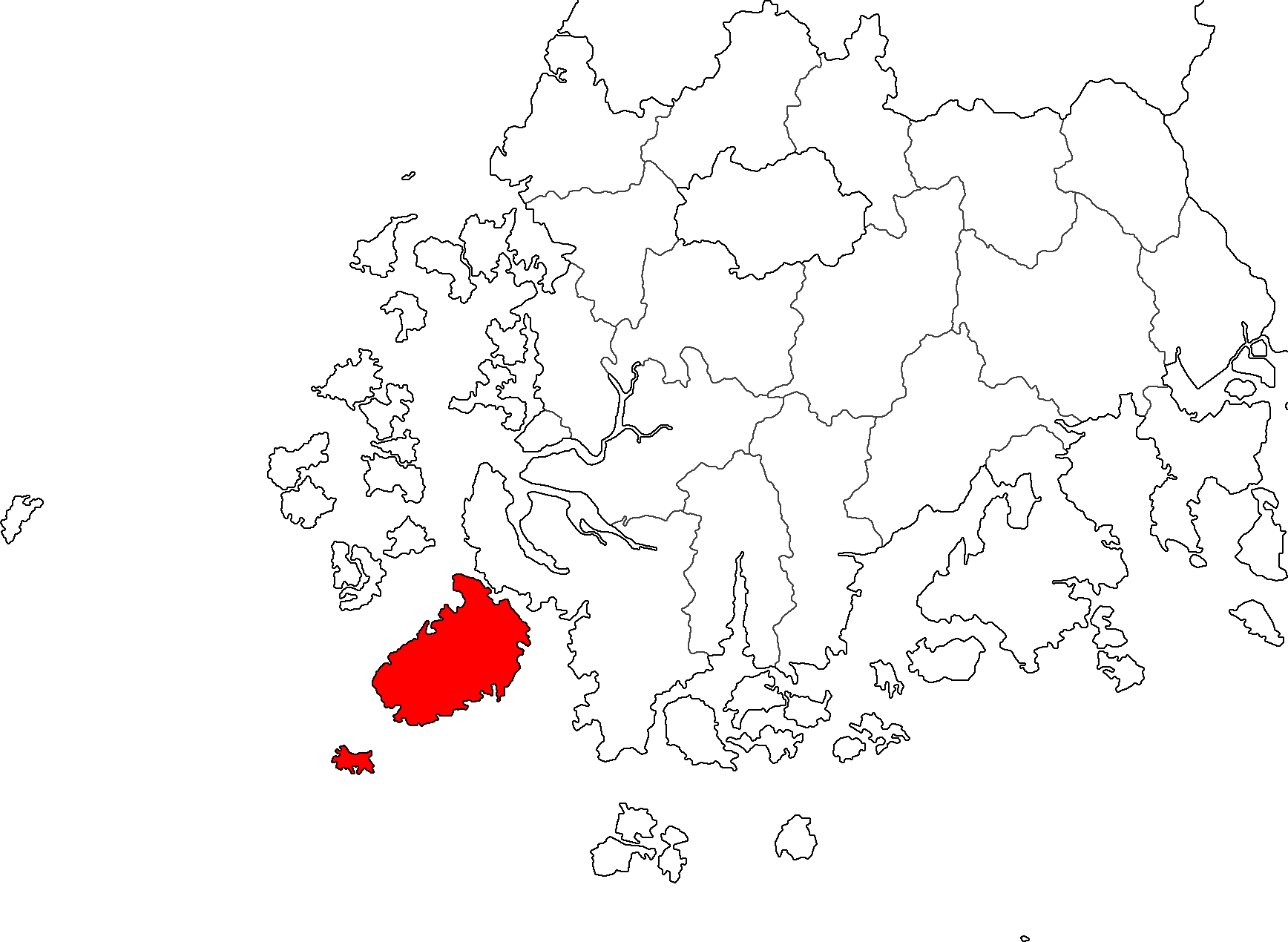
Situatiekaart eiland Jindo in Zuid-Korea

Akita ·
Amerikaanse akita ·
Alaska-malamute ·
Basenji ·
Canaänhond ·
Canadese eskimohond ·
Chowchow ·
Cirneco dell'Etna ·
Eurasiër ·
Europese sledehond ·
Faraohond ·
Finse lappenhond ·
Finse spits ·
Groenlandse hond ·
Hokkaido ·
IJslandse hond ·
Jämthund ·
Japanse spits ·
Kai ·
Karelische berenhond ·
Keeshond ·
Kintamanihond ·
Kishu ·
Koreaanse jindohond ·
Lapinporokoira ·
Mexicaanse naakthond ·
Noorse buhund ·
Noorse elandhond ·
Noorse lundehond ·
Norrbottenspets ·
Oost-Siberische laika ·
Peruaanse naakthond ·
Podenco canario ·
Podenco ibicenco ·
Podengo Português ·
Russisch-Europese laika ·
Samojeed ·
Shiba ·
Shikoku ·
Siberische husky ·
Taiwandog ·
Thai Bangkaew Dog ·
Thai ridgebackdog ·
Västgötaspets ·
Volpino italiano ·
Westsiberische laika ·
Yakut laika ·
Zweedse lappenhond